# Mouette à tête grise
Chroicocephalus cirrocephalus
Espèce
Statut de conservation UICN

 LC  : Préoccupation mineure
La Mouette à tête grise (Chroicocephalus cirrocephalus) est une espèce d'oiseaux de la famille des Laridae.

## Morphologie
Il n'y a pas de dimorphisme sexuel chez cette espèce.
Cet oiseau ressemble à une Mouette rieuse de grande taille (39 à 42 cm de long, 100 cm d'envergure), avec des ailes un peu plus larges, et des pattes et un bec un peu plus long. Les ailes sont plus sombres : le fond est d'un gris plus foncé, et les plumes primaires externes sont noires sur une plus grande longueur. Le bec et les pattes sont rouges. Le dessous des ailes est gris sombre, avec le bout des plumes noir.
En été, elle présente un capuchon gris limité par une ligne noire sur la nuque. En hiver, la tête est peu colorée: le capuchon disparait, ne laissant que quelques traces sombres.

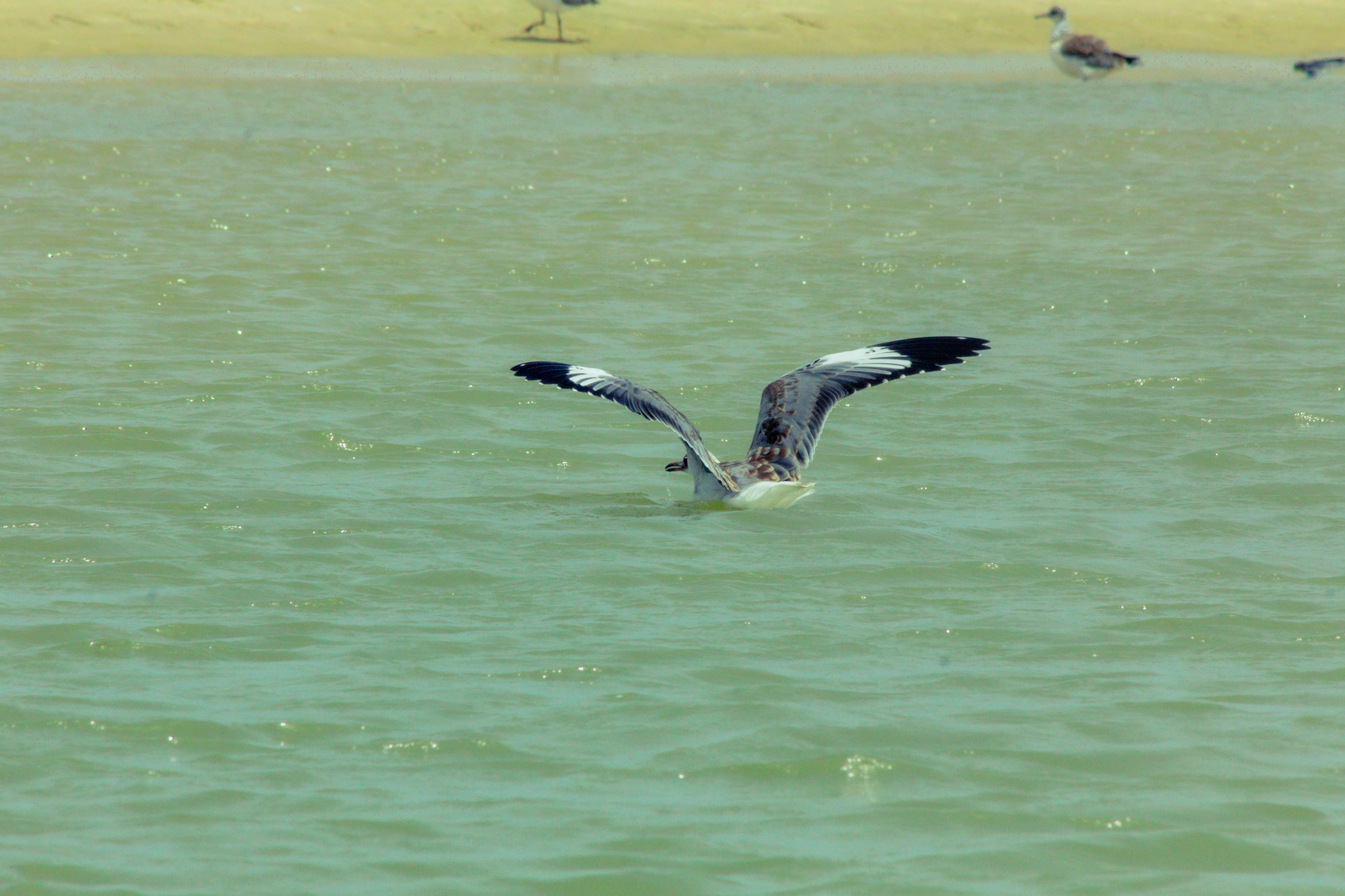
Ailes étalées de la Mouette à tête grise

## Comportement

### Comportement social
Comme toutes les mouettes, la Mouette à tête grise est très grégaire, surtout en hiver, que ce soit sur les aires de nourrissage ou sur les aires de repos. Elle peut former des groupes comptant des centaines, voire des milliers d'individus.

### Vocalisations
La mouette à tête grise pousse des croassements rauques. Ses cris sont similaires à ceux de la corneille.

### Alimentation
Elle est piscivore.

### Reproduction

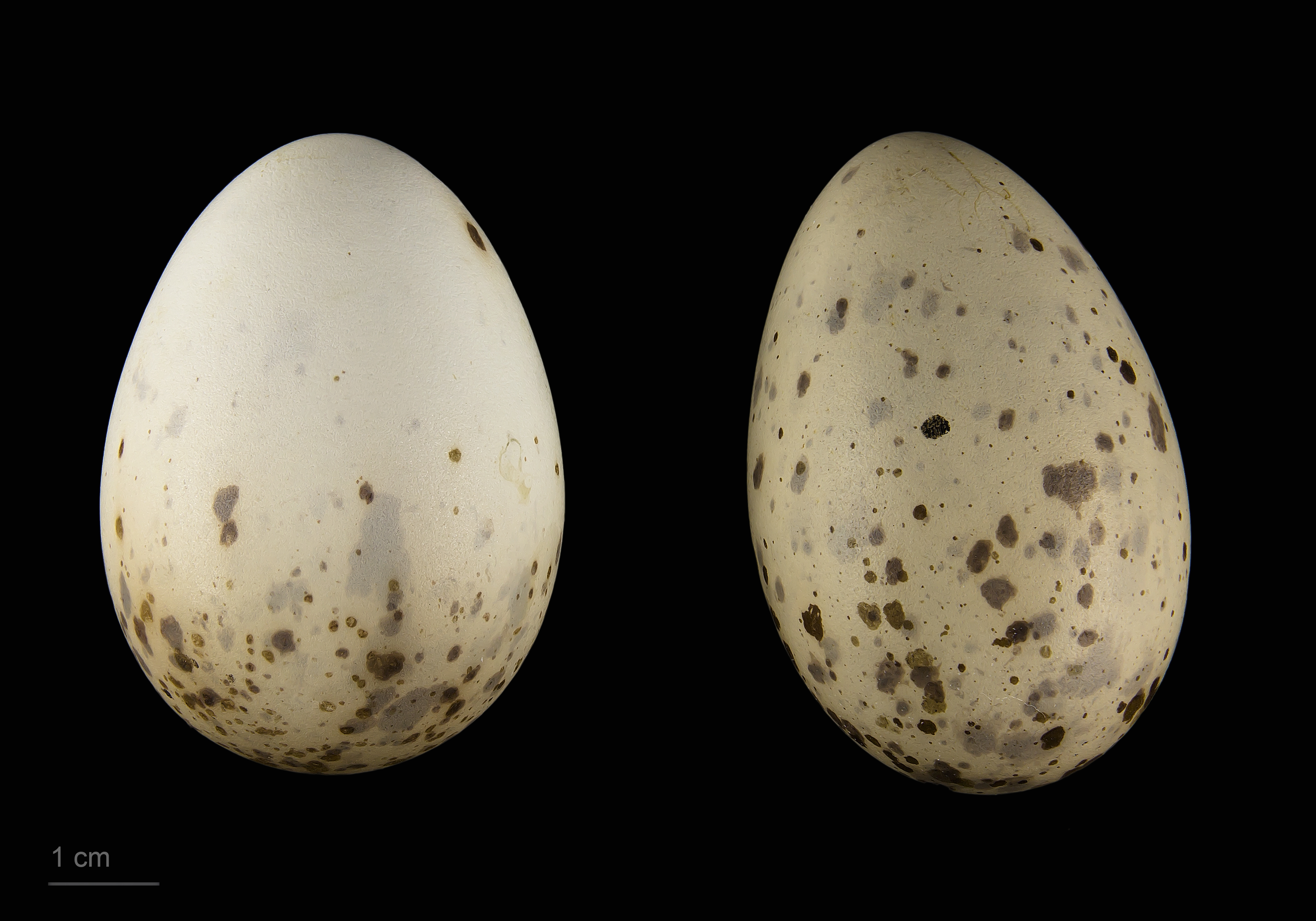
œufs de Chroicocephalus cirrocephalus - Muséum de Toulouse

Cette mouette niche en grandes colonies dans les roselières et les marais. Elle pond deux ou trois œufs dans un nid qui peut être flottant ou bâti sur le sol.
Cet oiseau atteint sa maturité sexuelle à deux ans.

## Répartition et habitat

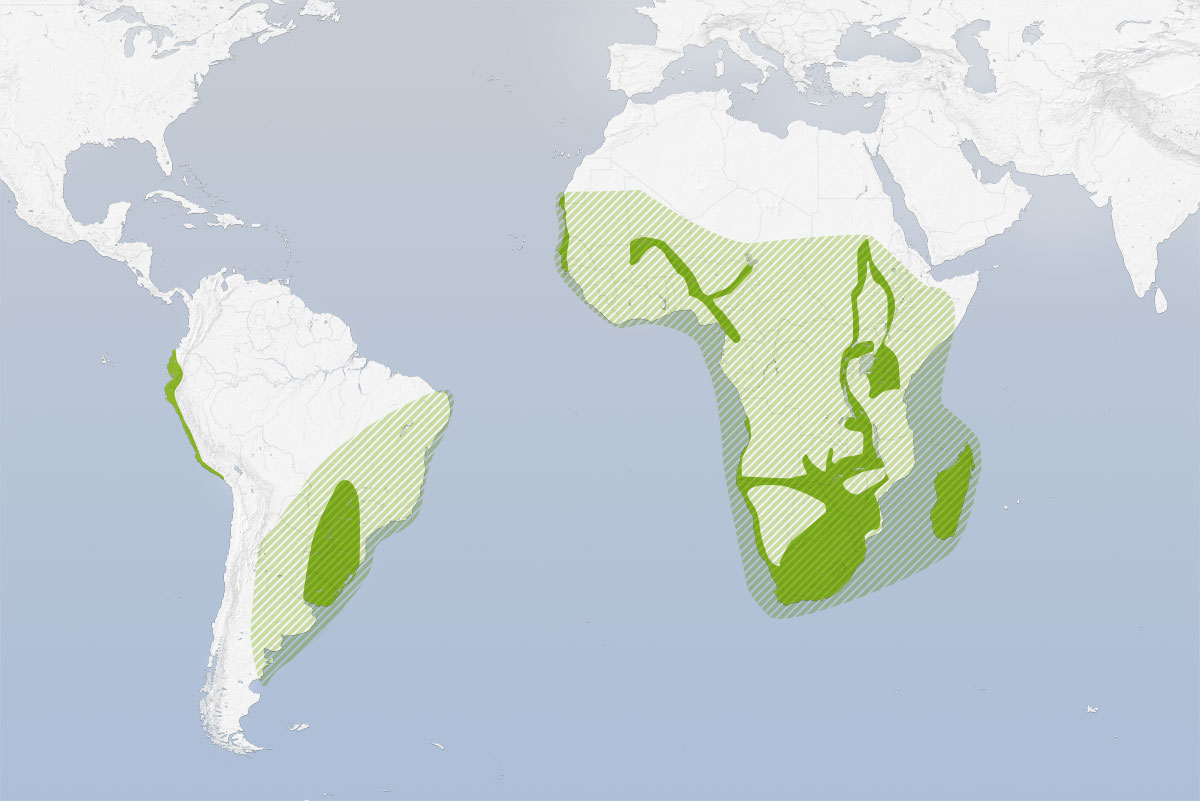
Aire de répartition : le vert plein correspond aux zones de nidification

### Répartition et position systématique
D'après la classification de référence (version 14.1, 2024) de l'Union internationale des ornithologues, la mouette à tête grise possède 2 sous-espèces (ordre philogénique) :
- Chroicocephalus cirrocephalus cirrocephalus (Vieillot, 1818) : Amérique du Sud ;
- Chroicocephalus cirrocephalus poiocephalus (Swainson, 1837) : Afrique, légèrement plus petite et plus sombre que la sous-espèce nominale.

Les populations africaines sont essentiellement subsahariennes, mais des individus erratiques ont été signalés au Maroc, en Algérie, en Tunisie et sur les rives de la Mer Rouge. Elle est accidentelle en Europe ; elle a été signalée en Espagne.
Les populations sud-américaines se situent essentiellement entre le Brésil et l'Argentine à l'Est, et entre le Pérou et le Chili à l'Ouest.

### Habitat
Elle vit principalement le long des côtes ou sur des estuaires ou des plans d'eau situés entre 0 et 1 000 m d'altitude. Il est très rare de la rencontrer au large en mer.

## La Mouette à tête grise et l'homme

### Statut et préservation
L'AEWA a classé depuis 2002 cette espèce en catégorie B1 (populations vulnérables comptant approximativement entre 25 000 et 100 000 individus) pour les populations ouest et sud-africaines, et C1 (populations comptant plus de 100 000 individus) pour les populations du centre et de l'est de l'Afrique.
L'IUCN estime en 2006 que la population mondiale de la Mouette à tête grise comprend entre 240 000 et 440 000 individus. De fait, cette organisation classe l'espèce dans la catégorie "préoccupation mineure".
Cette espèce n'est protégée ni par la CITES, ni par la convention de Bonn, ni par le Migratory Bird Treaty Act.

### Philatélie
Plusieurs pays ont émis un timbre à l'effigie de la mouette à tête grise, entre autres le Botswana, la Namibie et le Sénégal.

#### Photos et vidéos
- Photos de Chroicocephalus cirrocephalus (plumage de nidification et d'hivernage) sur aves de Chili (GAVIOTA DE CAPUCHO GRIS)
- Galerie photo Flickr sur Avibase
- Une jolie photo de Chroicocephalus cirrocephalus sur Kenya birds
- Vidéo IBC : adulte en plumage d'hivernage
- Photo : groupe de Mouettes à tête grise sur Oiseau.net
- Photo de deux C. cirrocephalus sur Oiseau.net